# Sainte-Rose-de-Watford
Pour les articles homonymes, voir Sainte-Rose.
Sainte-Rose-de-Watford est une municipalité dans la municipalité régionale de comté des Etchemins au Québec (Canada), située dans la région administrative de Chaudière-Appalaches. La sainte patronne de la paroisse est Rose de Lima. Un lac de 77,6 hectares, le lac Algonquin est situé dans les limites de la municipalité.

## Histoire

### Chronologie
- 17 novembre 1897 : Fondation de la municipalité de Sainte-Rose de Watford.
- 16 janvier 1901: Érection canonique de la paroisse[1].
- 15 mars 1969 : La municipalité change son nom pour Sainte-Rose-de-Watford.

## Géographie
La rivière Veilleux conflue avec la rivière Famine au sud-ouest de la municipalité qu'elles délimitent.
La rivière à la Raquette rejoint la  rivière famine au nord-ouest de la municipalité.

## Démographie
| 1891 | 1901 | 1911 | 1921  | 1931  | 1941  | 1951  |
| ---- | ---- | ---- | ----- | ----- | ----- | ----- |
| 306  | 581  | 943  | 1 150 | 1 303 | 1 290 | 1 368 |

| 1956  | 1961  | 1966  | 1971  | 1976 | 1981 | 1986 |
| ----- | ----- | ----- | ----- | ---- | ---- | ---- |
| 1 354 | 1 338 | 1 132 | 1 030 | 974  | 904  | 889  |

| 1991 | 1996 | 2001 | 2006 | 2011 | 2016 | 2021 |
| ---- | ---- | ---- | ---- | ---- | ---- | ---- |
| 819  | 814  | 768  | 750  | 787  | 729  | 740  |

## Administration
Les élections municipales se font en bloc pour le maire et les six conseillers.
| Sainte-Rose-de-Watford Maires depuis 2001                                                                            |                  |         |          |
| Élection | Maire            | Qualité | Résultat |
| 2001 | Hector Provençal |         | Voir     |
| 2005 | Hector Provençal | Voir    |          |
| 2009 | Hector Provençal | Voir    |          |
| 2013 | Hector Provençal | Voir    |          |
| 2017 | Hector Provençal | Voir    |          |
| 2021 | Jean Bernier     |         | Voir     |
| Élection partielle en italique Depuis 2005, les élections sont simultanées dans toutes les municipalités québécoises |                  |         |          |

## Personnalités liées à la municipalité
- Joseph-Armand Nadeau (1928-1963) homme politique et homme d'affaires